# Autostrada A9 (România)
Autostrada Timișoara—Moravița este o autostrada în stadiu de licitație, ce pornește de la Timișoara spre sud, până la Moravița urmând să facă legătura cu  în Serbia.Ea va fi și o parte de centură autostradă a Timișoarei, urmând sa facă legătura dintre Remeatea Mare și Giroc. Se preconizează să aibă o lungime de 72,93 km.

## Traseu
Autostrada A9 va face joncțiune cu A1 în zona Remetea Mare, continuând în paralel cu centura Timișoara Sud până în zona Giroc unde va avea o ieșire spre Timișoara. De acolo, traseul merge spre sud, pe ruta Jebel - Opatița - Stamora Germană - Moravița, până la granița cu Serbia, în continuarea drumului european E70.

## Detalii constructive
https://monitorizari.hotnews.ro/stiri-infrastructura_articole-24675880-harta-autostrada-a9-timisoara-moravita-fost-stabilit-traseul-final.htm
În 2022, a fost ales traseul final al drumului de mare viteză Timișoara-Moravița, la momentul acela nefiind stabilit dacă este autostradă sau drum expres. Eventual, a fost etichetată ca "Autostrada A9", cu o lungime de aproximativ 73 km. Deși nu a fost construit niciun segment, primele două loturi sunt în stadiu de licitație, cu termen de 12 luni pentru proiectare și 36 de luni pentru execuție.